# Polyspilota aeruginosa
Polyspilota aeruginosa es una especie de mantis de la familia Mantidae.

## Distribución geográfica
Se encuentra en África incluyendo las islas de cabo verde, son la única especie de mantis registrada en dichas islas hasta la fecha.